# Chen Yuxi
Dans ce nom chinois, le nom de famille, Chen, précède le nom personnel Yuxi.
Pour les articles homonymes, voir Chen.
Chen Yuxi, née le 11 septembre 2005, est une plongeuse chinoise. 
Elle est championne du monde du plongeon à 10 m en 2019, 2022, 2023 et 2025. Elle devient vice-championne olympique en 2021.

## Carrière
En 2019, lors de sa première participation aux championnats du monde, elle remporte l'or au plongeon à 10 m avec un total de 439 points alors qu'elle est âgée de 13 ans.
Elle finit deuxième aux Jeux olympiques de Tokyo 2020 avec un total de 425.40 derrière sa coéquipière Quan Hongchan avec ses 466.20.

## Palmarès

### Jeux olympiques
- Jeux olympiques de 2024 à Paris  France
  -  Médaille d’or en plongeon synchronisé à 10 mètres femmes (avec Quan Hongchan)
  -  Médaille d'argent en plongeon de haut-vol à 10 mètres femmes
- Jeux olympiques d'été de 2020 à Tokyo  Japon
  -  Médaille d’or en plongeon synchronisé à 10 mètres femmes (avec Zhang Jiaqi)
  -  Médaille d'argent en plongeon de haut-vol à 10 mètres femmes

### Championnats du monde
- Championnats du monde 2019 à Gwangju  Corée du Sud :
  -  Médaille d'or sur la plateforme à 10 m.
- Championnats du monde 2022 à Budapest  Hongrie :
  -  Médaille d'or sur la plateforme à 10 m.
  -  Médaille d'or du plongeon synchronisé sur la plateforme à 10 m.
- Championnats du monde 2023 à Fukuoka  Japon :
  -  Médaille d'or sur la plateforme à 10 m.
  -  Médaille d'or du plongeon synchronisé sur la plateforme à 10 m.
- Championnats du monde 2024 à Doha  Qatar :
  -  Médaille d'argent sur la plateforme à 10 m.
  -  Médaille d'or du plongeon synchronisé sur la plateforme à 10 m.
- Championnats du monde 2025 à Singapour ( Singapour) :
  -  Médaille d'or sur la plateforme à 10 m.
  -  Médaille d'or du plongeon synchronisé sur la plateforme à 10 m.
  -  Médaille d'or par équipes mixtes.

### Jeux asiatiques
- Jeux asiatiques de 2022 à Hangzhou  Chine :
  -  Médaille d'or du plongeon synchronisé sur la plateforme à 10 m.
  -  Médaille d'argent sur la plateforme à 10 m.